# 島薗進
島薗 進（しまぞの すすむ、1948年12月10日 - ）は、日本の宗教学者。大正大学地域構想研究所客員教授。グリーフケア研究所客員所員。東京大学名誉教授。上智大学神学部特任教授。グリーフケア研究所元所長。世界平和アピール七人委員会委員。

## 経歴
出生から修学期
東京都生まれ。東京大学理科三類に入学するも人助けの学問という医学の理想に疑問をもつようになり、医学部への進学を選ばなかった。人が幸せに生きようとする意志を吟味する学問を探し、東京大学文学部宗教学・宗教史学科で学んだ。当時はまた、ベトナム戦争反対と学園闘争の混乱期であった。1972年、東京大学文学部を卒業。同大学大学院に進学し、1977年に博士課程を単位取得退学した。
研究者として
その後は、筑波大学哲学思想学系研究員（文部技官）となった。1981年、東京外国語大学外国語学部日本語学科助手に採用された。1984年8月、フルブライト奨学金によりカリフォルニア大学バークレー校に留学（ 1985年7月まで）。専任講師、助教授に昇格し、1987年に東京大学文学部宗教学・宗教史学科助教授となった。1994年1月、同教授昇格。1995年、同大学院人文社会系研究科教授に移った。2013年に東京大学を定年退任し、名誉教授となった。その後は上智大学神学部特任教授・グリーフケア研究所所長を務めている。学界においては、日本宗教連盟理事もつとめた。
その他役職・委員
- 1996年3月～1996年5月　シカゴ大学宗教学部客員教授
- 1997年11月～1997年12月　フランス社会科学高等研究院招聘教授
- 2000年6月～2000年7月 テュービンゲン大学日本文化研究所客員教授
- 2017年7月～　世界平和アピール七人委員会委員。

所属学会
- 2002年9月～　日本宗教学会（常務理事）
- ～2003年8月　SISR（International Society for the Sociology of Religion, 国際宗教社会学会）（理事）

## 受賞・栄典
- 2012年：『日本人の死生観を読む 明治武士道から「おくりびと」へ』（朝日選書）で第6回湯浅泰雄賞を受賞。
- 2023年度：朝日賞を受賞。
- 2024年：文化庁長官表彰[4]。

## 研究内容・業績
専門は宗教学で、(1)宗教社会学、(2)近現代日本宗教史、(3)近現代宗教理論について考察がある。宗教を基盤に社会的・文化的事象への興味を持つ。多数の著書・論文等があり、フィールドワークも積極的に行っている。新宗教やスピリチュアリティについて研究している。

### 新宗教
1970年代以降発展した新宗教を「新新宗教」と呼ぶ立場を取り、新新宗教を「隔離型」「個人参加型」「中間型」の3つに分類している。そのうち「隔離型」の団体は、世俗の職業生活や家庭生活を放棄して強固な共同体を形成しようとするために、トラブルを起こしがちであり、反社会的な「カルト」教団と批判される団体の多くは隔離型であるとしている。「隔離型教団」の代表的な例として、オウム真理教、旧統一教会（名称変更以後：世界平和統一家庭連合）、エホバの証人を挙げている。1970年代以前に発展した新宗教では、創価学会やほんみちなどが隔離型に近い特徴があるものの、ほとんどの教団が中間型に属するとしている。
関連人物
- 島田裕巳（宗教学者、東京大学同窓生）
- 鶴岡賀雄（宗教学者、東京大学同窓生）
- 柳川啓一（宗教学者、恩師）
- 熊田一雄（宗教学者、教え子）

## 発言
新型コロナウイルス
2020年1月より中国で発生した新型コロナウイルス感染について、2020年2月25日にTwitter上に、「肺炎が心配な方は、2日目でも4日間熱が続いているといって医療機関に行った方がよい。そうしないと検査もしてもらえず、新型肺炎対応の治療もしてもらえない」と投稿し、批判を浴び、発言を削除した。

## 家族・親族
- 父方の祖父：島薗順次郎は東京大学医学部教授等を務めた[8]。
- 母方の祖父：田宮猛雄は衛生学者[8]。
- 父：島薗安雄は国立精神・神経センター総長や日本学術会議会員を務めた精神科医[8]。
- 父方の伯母：正子は地球物理学者で随筆家の坪井忠二に嫁いだ[8]。坪井忠二・正子夫妻の娘すなわち進の従姉は安川第五郎の四男で医師の幾島明に嫁いでいる[8]。

## 著書
単著
- 『現代救済宗教論』青弓社 1992
  - 新装版 2006年
- 『新新宗教と宗教ブーム』岩波ブックレット 1992
- 『オウム真理教の軌跡』岩波ブックレット 1995
- 『精神世界のゆくえ―現代世界と新霊性運動』東京堂出版 1996
  - 法蔵館文庫 2022年

- 『現代宗教の可能性―オウム真理教と暴力』岩波書店(叢書現代の宗教) 1997
- 『時代のなかの新宗教―出居清太郎の世界1899-1945』弘文堂 1999
  - 秋山書店 2007年
- 『ポストモダンの新宗教―現代日本の精神状況の底流』東京堂出版 2001
  - 法蔵館文庫 2021年
- 『〈癒す知〉の系譜―科学と宗教のはざま』吉川弘文館 2003
- 『いのちの始まりの生命倫理―受精卵・クローン胚の作成・利用は認められるか』春秋社 2006
- 『スピリチュアリティの興隆 新霊性文化とその周辺』岩波書店 2007
- 『精神世界のゆくえ　宗教・近代・霊性』秋山書店、2007
- 『宗教学の名著30』ちくま新書 2008
- 『国家神道と日本人』岩波新書 2010
- 『現代宗教とスピリチュアリティ』弘文堂(現代社会学ライブラリー) 2012
- 『日本人の死生観を読む　明治武士道から「おくりびと」へ』朝日新聞出版(朝日選書) 2012
- 『つくられた放射線「安全」論　科学が道を踏みはずすとき』河出書房新社 2013
- 『日本仏教の社会倫理』岩波現代全書、2013年。岩波現代文庫 2022
- 『倫理良書を読む　災後に生き方を見直す28冊』弘文堂 2014
- 『国家神道と戦前・戦後の日本人　「無宗教」になる前と後』河合文化教育研究所(河合ブックレット) 2014
- 『宗教を物語でほどく アンデルセンから遠藤周作へ』NHK出版新書 2016
- 『いのちを"つくって"もいいですか? 生命科学のジレンマを考える哲学講義』NHK出版 2016
- 『宗教ってなんだろう？　中学生の質問箱』平凡社 2017
- 『ともに悲嘆を生きる グリーフケアの歴史と文化』朝日選書 2019
- 『神聖天皇のゆくえ　近代日本社会の基軸』筑摩書房 2019
- 『明治大帝の誕生　帝都の国家神道化』春秋社 2019
- 『新宗教を問う　近代日本人と救いの信仰』ちくま新書 2020
- 『戦後日本と国家神道　天皇崇敬をめぐる宗教と政治』岩波書店 2021
- 『教養としての神道　生きのびる神々』東洋経済新報社 2022
- 『宗教のきほん　なぜ「救い」を求めるのか』NHK出版 2023
- 『死生観を問う　万葉集から金子みすゞへ』朝日選書 2023
- 『ＮＨＫ こころをよむ 死に向き合って生きる』NHK出版 2025

共編著
- 『救いと徳―新宗教信仰者の生活と思想』弘文堂 1992年
- 『宗教のことば　宗教思想研究の新しい地平』鶴岡賀雄と共編, 大明堂 1993
- 『何のための「宗教」か？―現代宗教の抑圧と自由』青弓社 1994
- 『癒しと和解―現代におけるCAREの諸相』新屋重彦・田邉信太郎・弓山達也と共編著, ハーベスト社 1995
- 『消費される「宗教」』春秋社、1996年（石井研士との共編）
- 『教祖と信者たち―カルトと終末思想　新霊性運動・ニューエイジ・精神世界　メディアとの関わり』米山義男・越智道雄・島田裕巳と共著, 大蔵出版 1996
- 『中山みき・その生涯と思想　救いと解放の歩み』池田士郎・関一敏と共著, 明石書店 1998
- 『心情の変容』(情報社会の文化 4)越智貢と共編, 東京大学出版会 1998
- 『癒しを生きた人々　近代知のオルタナティブ』田邊信太郎・弓山達也と共編, 専修大学出版局 1999
- 『宗教心理の探求』東京大学出版会、2001年（西平直との共編）
- 『グノーシス　蔭の精神史』岩波書店、2001年（大貫隆、高橋義人、村上陽一郎との共編）
- 『グノーシス　異端と近代』岩波書店、2001年（大貫隆、高橋義人、村上陽一郎との共編）
- 『コスモロジーの「近世」』(岩波講座・近代日本の文化史 2) 小森陽一・酒井直樹・千野香織・成田龍一・吉見俊哉と共編, 岩波書店 2001
- 『宗教から東アジアの近代を問う　日韓の対話を通して』柳炳徳・安丸良夫・鄭鎮弘と共編, ぺりかん社 2002
- 『つながりの中の癒しセラピー文化の展開』田邊信太郎と共編, 専修大学出版局 2002
- 『現代日本人の生のゆくえ―つながりと自律―』越智貢・宮島喬と共編, 藤原書店 2003
- 『岩波講座　近代日本の文化史10　問われる歴史と主体』小森陽一・酒井直樹・千野香織・成田龍一・吉見俊哉と共編, 岩波書店 2003
- 『〈宗教〉再考』鶴岡賀雄と共編, ぺりかん社 2004
- 『思想の身体 悪の巻』春秋社 2006
- 『宗教学キーワード』藤原聖子・福嶋信吉・葛西健太と共編, 有斐閣 2006
- 『宗教・いのち・国家　島薗進対談集』平凡社 2014
- 『宗教と公共空間　見直される宗教の役割』磯前順一と共著, 東京大学出版会 2014
- 『物理学者池内了×宗教学者島薗進 科学・技術の危機 再生のための対話』池内了と共編, 合同出版 2015
- 『シリーズ日本人と宗教』全6巻　高埜利彦・林淳・若尾政希共編 春秋社 2015
- 『愛国と信仰の構造 全体主義はよみがえるのか』中島岳志共著 集英社新書 2016
- 『科学不信の時代を問う 福島原発災害後の科学と社会』後藤弘子・杉田敦共編 合同出版 2016
- 『人類の衝突 思想、宗教、精神文化からみる人類社会の展望』橋爪大三郎共著 サイゾー 2016
- 『近代天皇論―「神聖」か、「象徴」か』片山杜秀共著 集英社新書 2017
- 『民衆宗教論 宗教的主体化とは何か』安丸良夫・磯前順一と共著, 東京大学出版会 2019
- 『これからの天皇制 令和からその先へ』原武史・菅孝行・磯前順一・大澤真幸・片山杜秀共著 春秋社 2020
- 『核廃絶 諸宗教と文明の対話』上智学院カトリックイエズス会センターと共著, 岩波書店 2020
- 『見捨てられる〈いのち〉を考える』安藤泰至・川口有美子・大谷いづみ・児玉真美との共著, 晶文社 2021
- 『近代日本宗教史』全6巻　末木文美士・大谷栄一・西村明共編, 春秋社 2020-21
- 『いまを生きるための宗教学』奥山倫明と共編, 丸善出版 2022
- 『宗教信仰復興と現代社会』(宗教信仰復興叢書 1) 国書刊行会 2022
- 島薗進、佐々充昭、川瀬貴也、永岡崇、中西尋子、藤本拓也、山口広、正木伸城 著、島薗進 編『これだけは知っておきたい統一教会問題』東洋経済新報社、2023年。[9]
- 『政治と宗教　統一教会問題と危機に直面する公共空間』岩波新書 2023
- 『これだけは知っておきたい　統一教会問題』東洋経済新報社 2023
- 『経済安保が社会を壊す』 井原聰・海渡雄一・坂本雅子・天笠啓祐と共著 地平社 2024

翻訳書
- 『心の習慣』ロバート・N・ベラ―著, 中村圭志と共訳, みすず書房 1991

論文
- 「修養道徳型新宗教教団の発生：若き出居清太郎の社会経験」沼義昭博士古希記念論文集編集委員会編『宗教と社会生活の諸相』隆文館, 1998年3月.
- 「慈悲の倫理と日本仏教『春秋』400, 1998年7月.
- 「マインドコントロール論を超えて：宗教集団の法的告発と社会生態論的批判（第1回）」『精神医学』40-10, 1998年10月.
- 「マインドコントロール論を超えて：宗教集団の法的告発と社会生態論的批判（第2回）」『精神医学』40-11, 1998年11月.
- 「日本における『宗教』概念の形成：井上哲次郎のキリスト教批判をめぐって」山折哲雄・長田俊樹共編『日本人はキリスト教をどのように受容したか』国際日本文化研究センター(日文研叢書17) 1998年11月.
- 「イノチと救い：二元的宗教構造論の理論枠組みを超えて」山折哲雄・川村邦光共編『民俗宗教を学ぶ人のために』世界思想社, 1999年7月.
- 「現代宗教と悪：自律的自己の現在」『聚珍版』10, 1999年12月.
- 「現代宗教と公共空間：日本の状況を中心に」『社会学評論』50-4(通巻200号), 2000年3月.
- 「心の世界：生きる力の源泉を求めて」「現代日本人の生き方」調査企画委員会編『「現代日本人の生き方」調査報告』財団法人上廣倫理財団, 2000年5月.
- 「新新宗教（後期新宗教）の政治意識：世俗主義と反世俗主義のせめぎあいの中で」『東洋学術研究』39巻1号、2000年5月
- 「「終末」と現代宗教」『歴博』100号(特集・世紀末) 国立歴史民俗学博物館, 2000年5月
- 「国民的アイデンティティと宗教理論：井上哲次郎の宗教論と「日本宗教」論」アンヌ・ブッシイ・脇田晴子共編『アイデンティティ・周縁・境界』吉川弘文館, 2000年8月.
- 「新宗教とキリスト教」『明治学院大学キリスト教研究所紀要』33, 2001年1月.
- 「地域に根ざした宗教は可能か？：二一世紀の宗教集団」国際宗教研究所編『現代宗教2001』東京堂出版, 2001年3月.
- 「国家神道と近代日本の宗教構造」『宗教研究』329, 2001年9月.
- 「「宗教」と「Religion」」『悠久』87, 2001年10月.
- 「胚を利用することの是非」『世界』2002年3月号.
- 「国家神道とメシアニズム：「天皇の神格化」からみた大本教」安丸良夫ほか編『岩波講座　天皇と王権を考える4　宗教と権威』岩波書店, 2002年5月.
- 「千年王国のダイナミックス：近代日本の民衆宗教運動の中の歴史意識」月本昭男ほか編『歴史と時間』(歴史を問う 2) 岩波書店, 2002年6月.
- 「宗教復興勢力と個人主義：「文明の衝突」の宗教論」中村圭志と共著, 公共哲学ネットワーク編『地球的平和の公共哲学：「反テロ」世界戦争に抗して』東京大学出版会, 2003年5月
- 「新宗教と仏教」大久保良峻他編『日本仏教34の鍵』春秋社, 2003年5月